# 藤田正則
藤田 正則（ふじた まさのり、1977年6月25日 - ）は、日本の俳優。LUCKY RIVER所属。埼玉県三郷市出身。身長177cm。血液型はO型。特技はバスケットボール。趣味は音楽・映画鑑賞。出演作の大半が映画である。

## 主な出演作

### 映画
- 世にも奇妙な物語 映画の特別編「雪山」（2000年） - 救助隊員役
- 日本の黒い夏─冤罪（2000年）
- 美脚迷路 （2001年） - スケーターの売人役
- 荒ぶる魂たち （2001年） - 室井組組員役
- 海は見ていた（2002年）
- Dolls（2002年）
- 棒〈Bastoni〉（2002年） - AV助監督役
- 壬生義士伝（2003年）
- 黄泉がえり（2003年）
- BOMBYX MORI（2003年）
- アスリート（2003年） - 吉沢役
- TAKESHIS'（2003年）
- ブラック・キス（2004年）
- 東京ゾンビ（2005年） - 元奴隷役
- デスノート（2006年） - 坂城良太郎（ミサのストーカー）役
- デスノート the Last name（2006年） - 坂城良太郎役（ミサのストーカー）
- 恋鎖(ren-sa)（2006年） - ストーカー役
- バックダンサーズ! （2006年） - ジュリのマネージャー役
- それでもボクはやってない（2006年） - 通りすぎる容疑者役
- 陸に上がった軍艦（2007年） - 川津剛三役
- クライマーズ・ハイ（2008年） - 編集局・局員（社会部）役

### テレビドラマ
- 鉄甲機ミカヅキ （2000年、フジテレビ系）
- 学校の怪談（2000年、関西テレビ）
- G・テイスト（2001年）
- はみだし刑事情熱系 第4話（2001年、テレビ朝日系） - 宝石強盗団役
- NAIL（2001年、WOWOW） - 犯人の整形前役
- 仮面ライダー555（2003年、テレビ朝日系） - バイクを奪われる男役
- ドラマコンプレックス / 59番目のプロポーズ（2006年、日本テレビ系） - 引越屋役

### CM
- アサヒビール 「アサヒ本生」 声のみ （2001年）
- au by KDDI 「仲間由紀恵 with ダウンローズ」 DJダウン役 （2005年）
  - 着うたフル 『仲間由紀恵 with ダウンローズ篇』 仲間由紀恵、井田篤らと共演
  - ダブル定額ライト 『愛用者篇』 仲間由紀恵、井田篤、団時朗、こばやしあきこらと共演
  - ダブル定額ライト 『ブログ1篇』 仲間由紀恵、井田篤らと共演
  - ダブル定額ライト 『ブログ2篇』 仲間由紀恵、井田篤らと共演
  - ダブル定額ライト 『ブログ3篇』 仲間由紀恵、井田篤らと共演
  - ダブル定額ライト 『ブログ4篇』 仲間由紀恵、井田篤らと共演
  - 家族割 『2つの人気バクハツ篇』 仲間由紀恵、井田篤らと共演
  - MY割 『2つのデビュー篇』 仲間由紀恵、井田篤らと共演
  - ダブル定額ライト 『そんな夜もある篇』 仲間由紀恵、井田篤、布施明らと共演
  - MY割 『フリップ篇』 仲間由紀恵、井田篤、布施明らと共演
  - MY割 『ナイスDJ篇』 仲間由紀恵、井田篤、布施明らと共演
  - 無期限くりこし 『解散宣言篇』 仲間由紀恵、井田篤らと共演
  - 無期限くりこし 『ラストステージ篇』 仲間由紀恵、井田篤らと共演
- ほっかほっか亭 「ライブクッキングシリーズ」 店長役 （2007年）岩田さゆりと共演
- 全日本空輸 「マッタリーナホッコリーナOKINAWA」『いい冬だな篇』 （2008年）妻夫木聡らと共演

### 音楽番組
- ミュージックステーション 仲間由紀恵 with ダウンローズ （2006年3月17日、テレビ朝日系）
- 新堂本兄弟 仲間由紀恵 with ダウンローズ （2006年3月26日、フジテレビ系）
- オンタマ：音魂 仲間由紀恵 with ダウンローズ （2006年4月3日 - 4月7日、テレビ朝日系）
- うたばん 仲間由紀恵 with ダウンローズ （2006年4月27日、TBS系）

### Vシネマ
- 姉妹 （2000年）

### 舞台
- 美しい手 （2010年10月）

### PV
- くるり 男の子と女の子 （2002年）

### スチール
- 週刊たけし（週刊ポスト） （2001年)

## ディスコグラフィー

### シングル
- 「恋のダウンロード」 仲間由紀恵 with ダウンローズ （2006年3月15日）
- 「恋は無期限」 仲間由紀恵 with ダウンローズ （2006年8月1日、ダウンロード配信限定）